# Hans Hvass
Hans Wilhelm Saxild Hvass (15. februar 1902 i København – 4. marts 1990 på Frederiksberg) var en dansk naturhistoriker, der var aktiv inden for natur- og dyrebeskyttelse og bl.a. formand for Dyrenes Beskyttelse. 

## Baggrund
Hans Hvass var søn af overretssagfører Anders Hvass og hustru Augusta f. Saxild.
Han var broder til Frants og Jens Hvass.
Hans Hvass blev student fra Sankt Jørgens Gymnasium 1920, var på studieophold i Wien 1923, blev cand.mag. 1930.
Han blev gift 12. april 1930 med lektor cand.mag. Else Thomsen, f. 2. april 1907 i London, datter af civilingeniør T.C. Thomsen og hustru Christiane f. Wegener (død 1954).

## Arbejde
Hvass var timelærer ved Ordrup Gymnasium 1930-32 og adjunkt ved Frederiksberg Gymnasium 1932, lektor ved samme 1946-69.
Han forfattede mange bøger om dyreliv i Danmark.
Hvass' bekendtskab med Johannes V. Jensen resulterede i bogen Små Johannes V. Jensen bemærkninger udgivet 1973.

## Organisationsarbejde
Ved siden af sin lærergerning var Hvass formand for Naturhistorie- og Geografilærerforeningen 1941-50, stifter af Nordisk herpetologisk Forening 1944, formand 1944-57, medlem af bestyrelsen for Foreningen til Dyrenes Beskyttelse i Danmark fra 1947 og formand fra 1955, præsident for Danske Dyrebeskyttelsesforeningers Fællesråd 1955-68, i Nordisk Dyrebeskyttelsesråd fra 1955, præsident 1958-69, rådsmedlem i World Federation for the Protection of Animals 1955-62, i bestyrelsen for International Society for the Protection of Animals fra 1962, vicepræsident 1963, i Civilforsvars-Forbundets landsråd 1959, medlem af Jagtlovskommissionen 1949-65, af Nordiska Oljeskyddsunionen 1964, af udvalget til beskyttelse af Danmarks dyreliv 1964, af Dyrenes Dag's komité 1965, næstformand 1969, formand 1970, af bestyrelsen for Fugleværnsfonden 1968, i præsidiet for Den europæiske Forening til Dyrenes Beskyttelse 1973, tildelt guldmedalje fra Norges Dyrebeskyttelses Forbund 1955, fra Dyreværnsforeningen Svalen 1956, fra Sveriges Djurskydds-föreningars Riksförbund 1958, fra Finlands Djurskyddsförening 1958, fra Massachusetts Society for the Prevention of Cruelty to Animals 1959, fra Foreningen til Dyrenes Beskyttelse i Oslo 1959, fra Djurvännernas nya Forening, Stockholm 1970 og Dronning Victoria Æresmedaljen fra Royal Horticultural Society 1964, æresmedlem af The Royal Naval Bird Watching Society 1960, af Hamburger Tierschutzverein 1965, af The Animal Rescue League of Boston 1969 samt af Nordisk Herpetologisk Forening 1969.

## Udmærkelser
Hvass var Ridder af Dannebrog, modtog Fortjenstmedaljen og Sveriges Djurskyddsföreningars Riksförbunds Förtjänstmedalj.